# ستريت سمارت
ستريت سمارت (بالإنجليزية: Street Smart) (باليابانية: ストリートスマート) ، هي لعبة فيديو من نوع لعبة قتال، وصدرت للمرة الأولى بنظام الآركيد سنة 1989م من قبل شركة إس إن كاي اليابانية، وفي عام 1991م صدرت شركة تيركو الأمريكية باللغة الإنجليزية وهي مشابهة واضحة لهذا العنوان.

## وصلات خارجية
نسخة الآركيد
- Street Smart at MAWS نسخة محفوظة 7 سبتمبر 2004 على موقع واي باك مشين.
- Street Smart (arcade version) على موقع غيم فاكس
- Street Smart على موقع القائمة القاتلة لألعاب الفيديو
- Street Smart at arcade-history

نظام سيجا ميجا درايف/غينسيس
- Street Smart على موبي غيمز
- Street Smart (Genesis/Mega Drive version) على موقع غيم فاكس